# Morioka
Morioka (盛岡市 Morioka-shi?) es una ciudad y capital de la prefectura de Iwate, Japón.

## Historia
La ciudad fue fundada el 1 de abril de 1889. La ciudad fue antiguamente un territorio habitado por los Emishi. El general Sakanoue no Tamuramaro construyó el Castillo Shiwa en 803 para lograr conquistar el territorio y ponerlo bajo el gobierno imperial japonés.
A finales de la era Heian estuvo bajo el control del clan Fujiwara del Norte, que estaba asentado en Hiraizumi, al sur de Morioka. El clan fue destruido por el shōgun Minamoto no Yoritomo y el clan Kudo lo reemplazó. Durante el período Muromachi, el clan Nanba, que estaba en Sannohe, al norte, expandió su territorio y construyó el Castillo Kozukata. En el siglo XVII Kozutaka cambió su nombre a Morioka.
Durante la guerra Boshin, Morioka hizo una alianza pro-shogunato con la región de Aizu y combatió contra la fuerza imperial.

## Geografía
Morioka se localiza en la cuenca de Kitakami. El río Kitakami, que es el más largo de la región de Tōhoku, recorre la ciudad. Al noreste se encuentra el monte Iwate.

### Localidades circundantes
- Prefectura de Iwate
  - Hachimantai
  - Hanamaki
  - Iwaizumi
  - Iwate
  - Kuzumaki
  - Miyako
  - Shiwa
  - Shizukuishi
  - Takizawa
  - Yahaba

## Demografía
Según los datos del censo japonés, esta es la población de Morioka en los últimos años.
| Gráfica de evolución de Morioka entre 1950 y 2020 |
|                                                   |

## Cultura
En la ciudad se preparan diversos fideos locales como el jajamen, reimen y wanko-soba. La preparación de bebidas alcohólicas es común en la ciudad. También existe una delicia local, el nambu senbei, una galleta salada de arroz.
Entre los templos más importantes de la ciudad están en Templo Mitsuishi y el Hoon-ji.
El Museo de Arte de Iwate es conocido por los trabajos de tres artistas locales Tetsugoro Yorozu, Shunsuke Matsumoto y Yasutake Funakoshi, aparte de otras obras de arte nacionales e internacionales.
En Morioka también se encuentra la Universidad de Iwate, cuya Facultad de Agricultura es la más antigua del Japón. Esta Universidad tiene además facultad de Arte, Educación e Ingeniería.

## Ciudades hermanadas
- Victoria, Canadá – desde 1985